# Nea Trapesunda
Nea Trapesunda (en griego: Νέα Τραπεζούντα, "Nueva Trebisonda") es un pueblo de Grecia que pertenece a la unidad periférica de Piería, en la región administrativa de Macedonia Central. En el censo de 2011 aparece con una población de 423 habitantes. Dista 10 km de Katerini y 68 de Salónica.

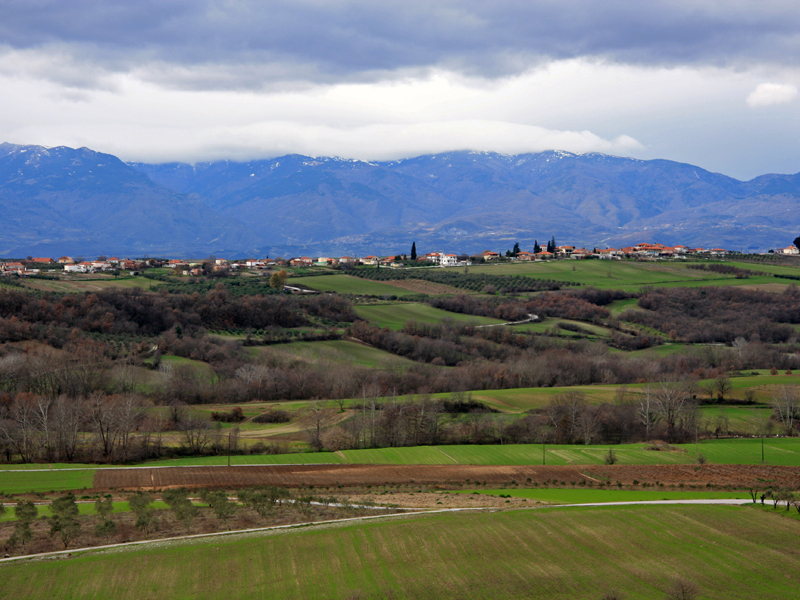
Vista de Nea Trapesunda desde el nordeste. Al fondo los montes Pieria.

## Historia
El pueblo de hoy es el resultado de la concentración de la mayor parte de las familias de los refugiados griegos provenientes de siete aldeas griegas del valle de Of en Turquía después de su huida y el intercambio de poblaciones de 1923. A pesar de la dispersión primaria de los habitantes originarios de estas siete aldeas a raíz de las dificultades objetivas de su situación, lograron comprar el solar donde hoy se ubica el pueblo y formar otra vez la comunidad antigua.
El primer nombre de la localidad era Ayios Ioanis Ofis (en griego: Άγιος Ιωάννης Όφις). No obstante en 1951 se reconoció como comunidad independiente y se rebautizó con su nombre actual. Este nombre hace referencia a Trebisonda, la mayor ciudad póntica en cuya provincia se encontraban las aldeas originarias y vino a añadirse a la lista de casos afines de localidades de Grecia que llevan el nombre de localidades abandonadas por los refugiados griegos tales como Nea Ionia o Nea Smirni.

## Cultura e identidad
La mayoría de los habitantes del pueblo son descendientes directos de las familias originarias de los fundadores del pueblo. La casi absoluta homogeneidad étnica y lingüística de ellos ha hecho que se conserve todavía en gran medida el dialecto originario póntico del valle de Of.

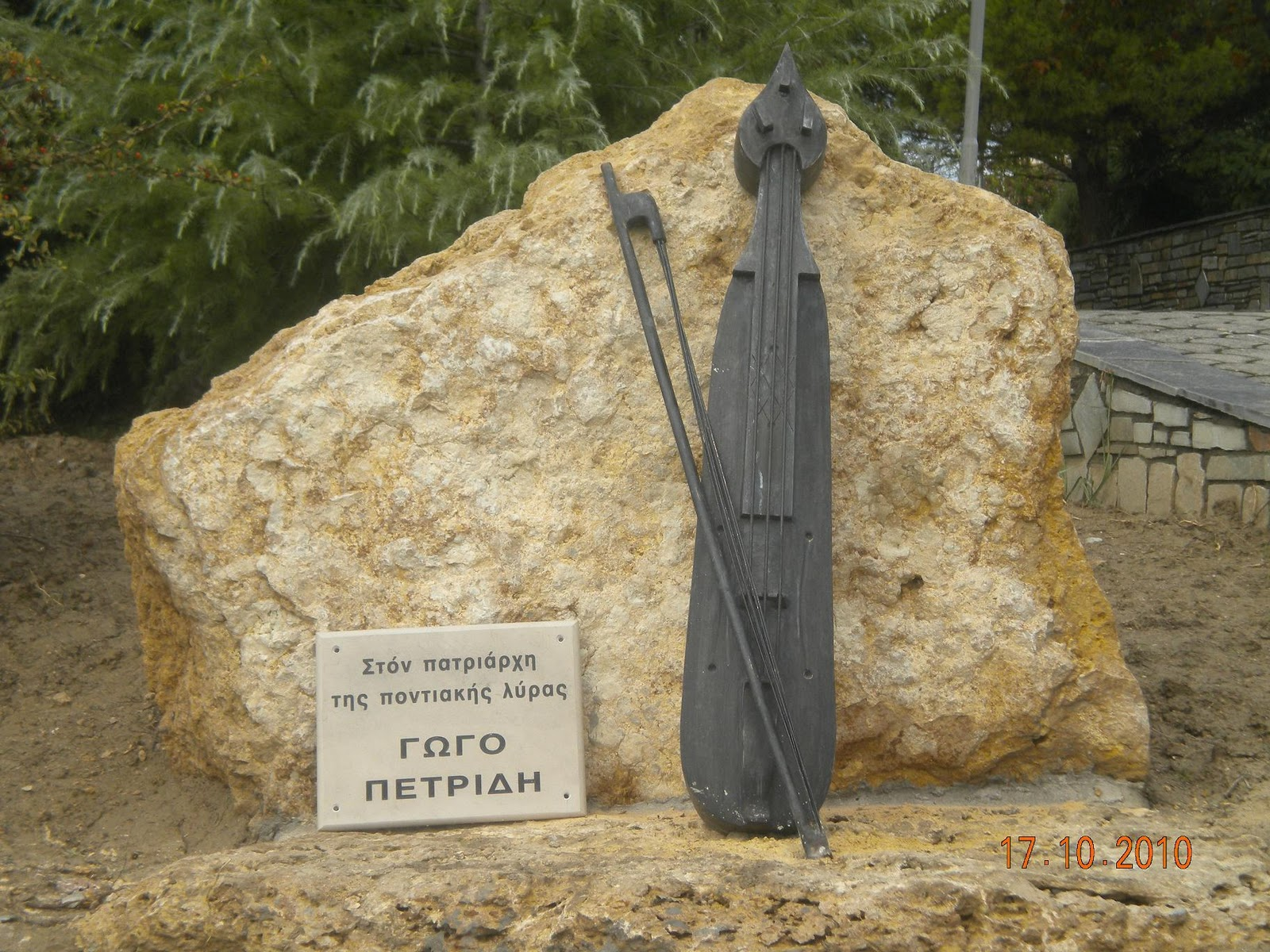
Monumento dedicado a un tocador de kamanché en la plaza del pueblo

La única institución cultural del pueblo ha sido la colectividad "Aléxandros Ipsilandis" (en griego: Αλέξανδρος Υψηλάντης), que lleva el nombre del líder de la Filikí Etería que se supone que tenía raíces familiares en Of. Su función ha sido variada, entre la publicación del periódico bimestral "Ofítica Nea" (en griego: Οφίτικα Νέα,publicado desde 1983, la celebración de la reunión festiva anual de "Ofítico Sinapándema" (en griego: Οφίτικο Συναπάντεμα) cada agosto y la conservación de la tradición y la memoria a través de actividades culturales. La colectividad fue loada en 1984 por la Academia de Atenas por su labor de conservación de la cultura póntica.